# Bernkopf
 (octobre 2019).
Si vous disposez d'ouvrages ou d'articles de référence ou si vous connaissez des sites web de qualité traitant du thème abordé ici, merci de compléter l'article en donnant les références utiles à sa vérifiabilité et en les liant à la section « Notes et références ».
Bernkopf, appelé aussi Frauenzuchtétait un Meistersinger de la première moitié du XVe siècle. 

## Biographie
Les chroniqueurs Eberhard Windeck et Lorenz Fries citent explicitement les deux noms comme étant la même personne.
On suppose qu'il venait de Mayence, ou qu'il y a travaillé.
On connaît de lui deux chants politiques. Dans le premier, il chante la bataille de Bulgnéville du 2 juillet 1431, où de nombreux chevaliers du Palatinat ont été tués, dont Philippe von Ingelheim. L'autre chant évoque un différend entre le comte Michel von Wertheim († 1440) et l'évêque de Wurtzbourg Johann von Brunn († 1440) en 1437.